# Trapeang Phlong
Trapeang Phlong es una comuna (khum) del distrito de Ponhea Kraek, en la provincia de Kompung Cham, Camboya. En marzo de 2008 tenía una población estimada de 19 259 habitantes.
Se encuentra ubicada en la llanura camboyana, al sureste del lago Sap (Tonlé Sap) y a escasa distancia del río Mekong y de la frontera con Vietnam.